# Saint-Édouard-de-Lotbinière
Saint-Édouard-de-Lotbinière es un municipio parroquial canadiense situado en la provincia de Quebec.

## Superficie
Saint-Édouard-de-Lotbinière tiene una superficie de 98,43 km².

## Demografía
En 2021, tenía 1240 habitantes, una densidad poblacional de 12,6 hab./km², y 557 viviendas.